# ヴァルガ・ロランド
ヴァルガ・ロランド（Varga Roland 、1990年1月23日 - ）は、ハンガリー・ブダペスト出身の同国代表プロサッカー選手。ブルク＝ベット・テルマリカ・ニエチェツァ所属。ポジションはFW。

## クラブ経歴
地元クラブであるMTKブダペストFCでのプレーを経て、2008年2月にセリエBのブレシア・カルチョに加入。2009年8月21日のASチッタデッラ戦でトップチームデビューを果たした。2010年2月26日、母国ハンガリーのウーイペシュトFCに期限付き移籍。同年7月、レガ・プロ・プリマ・ディヴィジオーネ（3部）のフォッジャ・カルチョに期限付き移籍。
2012年1月19日、ジェールETO FCに3年半契約で完全移籍。
2015年1月15日、フェレンツヴァーロシュTCに移籍。
2021年1月18日、かつてユース時代を過ごしたMTKブダペストFCにフリーで加入。
2021年7月2日、UAEのアル・イテハド・カルバに加入。

## 代表歴
各年代でハンガリー代表に選出されており、2009年にエジプトで開催されたFIFA U-20ワールドカップなどに出場した。
2014年5月22日、デンマーク代表とのフレンドリーマッチでフル代表デビュー。この試合で代表初ゴールも決めた。
2021年6月、UEFA EURO 2020参加メンバーに選出された。

### 代表戦での得点
| No. | 開催日        | 開催地       | 対戦国       | 得点 | 結果 | 試合概要 |
| --- | ------------- | ------------ | ------------ | ---- | ---- | -------- |
| 1   | 2014年5月22日 | デブレツェン | デンマーク   | 2–1  | 2–2  | 親善試合 |
| 2   | 2014年6月7日  | ブダペスト   | カザフスタン | 2–0  | 3–0  | 親善試合 |
| 3   | 2018年6月6日  | ブレスト     | ベラルーシ   | 1–1  | 1–1  | 親善試合 |

## タイトル
ジェールETO FC
- ネムゼティ・バイノクシャーグI: 2012-13
- マジャル・スペルクパ: 2013

フェレンツヴァーロシュTC
- ネムゼティ・バイノクシャーグI: 2015-16, 2018-19, 2019-20, 2020-21
- マジャル・クパ: 2014-15, 2015-16, 2016-17
- マジャル・スペルクパ: 2016
- マジャル・リガクパ: 2014-15